# Kali Uchis
Karly-Marina Loaiza (Alexandria, 17 de julho de 1994) mais conhecida pelo nome artístico Kali Uchis, é uma cantora, compositora, produtora musical e designer de moda estadunidense. Ela chamou a atenção da mídia e de artistas como Snoop Dogg e Tyler, the Creator por sua mixtape Drunken Babble e seu EP Por Vida. Em 2018, ela lançou seu primeiro álbum de estúdio, Isolation, que foi aclamado pela crítica e popularizou o seu trabalho. Musicalmente, a cantora tem uma facilidade de trabalhar com múltiplos gêneros musicais, como R&B, hip hop, reggaeton, neo soul e a música urbana, além de misturar o inglês e espanhol em suas faixas.
Uchis já foi indicada ao Grammy Latino e um Grammy Award por sua colaboração em "El Ratico" com Juanes e em "Get You" com Daniel Caesar, respectivamente. Em fevereiro de 2021, a canção "Telepatía", presente em seu segundo álbum, Sin Miedo (del Amor y Otros Demonios), tornou-se sua primeira canção a entrar na parada da Billboard Hot 100, devido à sua popularidade nas redes sociais. Uchis também ganhou seu primeiro prêmio no Grammy Awards por sua colaboração na canção eletrônica "10%", com o produtor musical Kaytranada.

## Biografia e carreira

### 1994–2011: Infância e adolescência
"Minha família ainda está lá [na Colômbia], e meus pais estão lá agora, eu tenho que experimentar os dois mundos, de alguma maneira. Eu sinto que foi muito bom ter isso quando criança, e eu definitivamente gostaria de dar isso às minhas próprias crianças, a capacidade de ter vários lugares para chamar de lar".

— Uchis sobre seu percurso balanceando Estados Unidos e Colômbia.
Karly-Marina Loaiza nasceu em 17 de julho de 1994 em Alexandria, no estado da Virgínia, nos Estados Unidos, filha de um pai colombiano e mãe norte-americana, sendo a mais nova de cinco irmãos. Começou o ensino primário em Pereira, Colômbia, o que permitiu que ela adquirisse dupla nacionalidade, mas voltou aos Estados Unidos no terceiro ano, com 9 anos de idade. Seus pais se mudaram de Pereira, Colômbia para os Estados Unidos no início da década de 1990, fugindo do Conflito Colombiano. Dessa forma, cresceu entre os dois países. Seu nome artístico veio de um apelido dado por seu pai quando criança. Enquanto crescia, ela aprendeu a tocar piano e saxofone. Uchis participou de uma banda de jazz antes de se formar na T. C. Williams High School. Uchis frequentemente fugia das aulas para passar um tempo no laboratório fotográfico, fazendo curtas-metragens experimentais. Seu interesse por fotografia a levou a criar capas para mixtapes. Ela também escrevia poesia, canções e músicas, mas inicialmente não pretendia cantar, sendo mais interessada em dirigir filmes, do que estar sob os holofotes. Uchis é abertamente bissexual.

### 2012–2016:Druken BabbleePor Vida

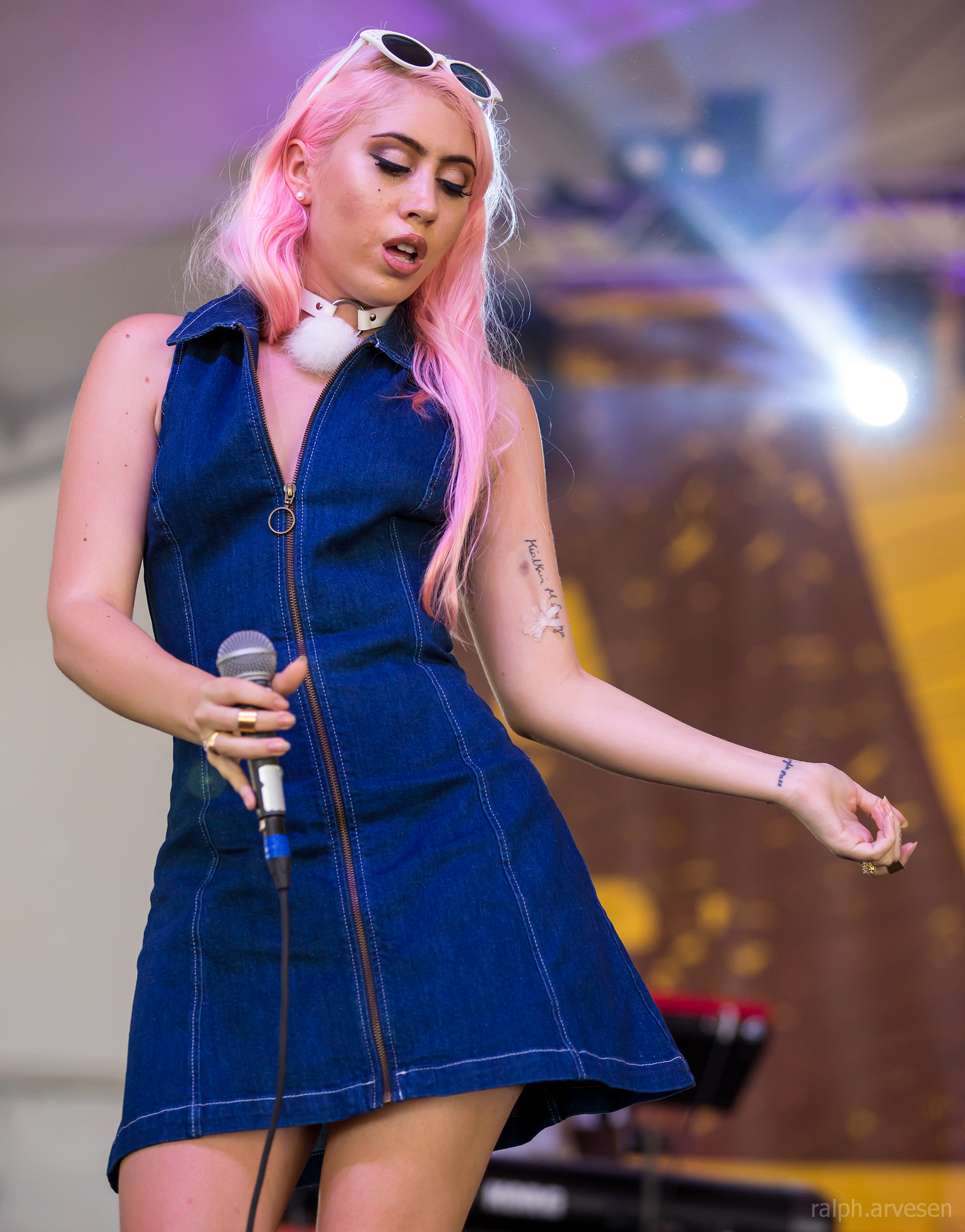
Uchis durante o Austin City Limits Music Festival de 2015, em Austin, Texas

Em agosto de 2012, Uchis lançou sua primeira mixtape, intitulado Drunken Babble, por meio da plataforma DatPiff. A cantora desenvolveu o projeto com seu próprio MacBook, por meio do programa GarageBand. A obra foi considerada "desafiadora", notável por suas influências do R&B do início da década de 2000, de doo-wop e de reggae. Em 2013, ela co-dirigiu um videoclipe para a nona faixa do mixtape, "What They Say", atraindo a atenção do rapper Snoop Dogg. Após se formar, Uchis trabalhou como caixa em um supermercado da Whole Foods Market e guardou dinheiro, o que a ajudou a se mudar para Los Angeles, Califórnia. Em 2014, ela colaborou com Dogg na canção "On Edge". Em fevereiro de 2015, a cantora lançou Por Vida, seu primeiro extended play. Entre outros produtores musicais, o EP Por Vida (2015) foi produzido por Tyler, the Creator, Diplo e BadBadNotGood. Em outubro, Uchis embarcou em sua primeira turnê, realizando concertos ao lado de Leon Bridges nos Estados Unidos e em partes do Canadá. Em 2016, a canção "Sycamore Tree", parte de Por Vida, foi usada em teasers da sexta temporada da série de televisão American Horror Story. No mesmo ano, Uchis teve o primeiro sucesso comercial ao lado de Daniel Caesar, a música "Get You" vendeu mais de três milhões de cópias entre streamings, visualizações e vendas digitais nos EUA.

### 2017–2018:Isolation e Primeira Turnê
Em abril de 2017, Uchis apareceu como artista convidada nas faixas "She's My Collar" e "Ticker Tape", parte do quinto álbum de estúdio da banda virtual Gorillaz, e "El Ratico", do colombiano Juanes. No mês seguinte, ela lançou "Tyrant", uma colaboração com a cantora britânica Jorja Smith, como primeiro single de seu então-futuro primeiro álbum de estúdio. Em junho, ela anunciou sua primeira turnê como artista principal, a qual aconteceu entre agosto e outubro de 2017. "Nuestro Planeta", canção que conta com a participação do colombiano Reykon, foi lançada em agosto como segundo single do álbum. Ainda em 2017, Uchis foi indicada pela primeira vez ao Grammy Latino, com "El Ratico" sendo indicada a Gravação do Ano, e ao Grammy Award, com "Get You" sendo indicada a Best R&B Performance.

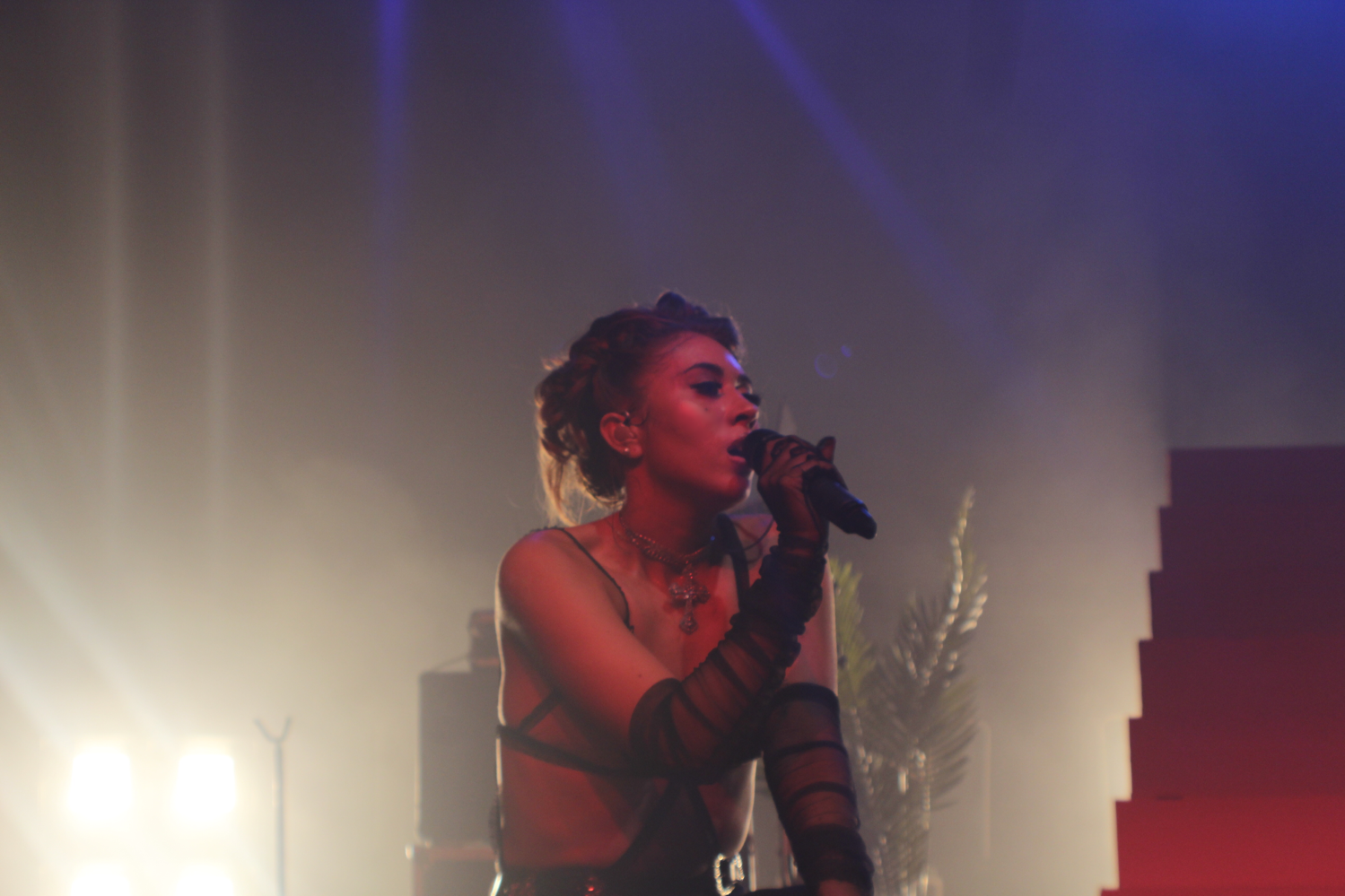
Uchis durante um concerto de setembro de 2017

De 15 de janeiro a 16 de fevereiro de 2018, Uchis foi a artista de abertura da LA to the Moon Tour de Lana Del Rey. "After the Storm", uma faixa com Tyler, the Creator e Bootsy Collins, foi lançada como terceiro single em janeiro de 2018, seguida pelo anúncio de Isolation, em março de 2018, que ocorreu durante uma apresentação de Uchis no The Tonight Show. O disco, feito totalmente em inglês, foi lançado oficialmente em todo o mundo em 6 de abril de 2018. Isolation recebeu muitos elogios dos críticos. No Metacritic, que atribui uma classificação normalizada de 0 a 100 a críticas de publicações populares, o álbum recebeu uma pontuação média de 87, com base em 17 críticas. Além disso, foi incluído na lista de melhores álbuns do ano de diversas publicações, incluindo Billboard, The Guardian, Spin, e Pitchfork. Para promover o álbum, a cantora embarcou na "In Your Dreams Tour", uma turnê de 23 datas que visitou cidades dos Estados Unidos de setembro a novembro de 2018. O quarto e último single do álbum, "Just a Stranger", com Steve Lacy, foi lançado em 30 de outubro de 2018.[carece de fontes?]

### 2019–presente:To Feel AliveeSin Miedo (del Amor y Otros Demonios) ∞
Em junho de 2019, Uchis colaborou com a banda Free Nationals e o rapper Mac Miller no single "Time", que é o primeiro lançamento póstumo oficial de Miller desde sua morte em 7 de setembro de 2018. Em dezembro de 2019, Uchis lançou "Solita". Em março de 2020, a banda sueca de música eletrônica Little Dragon lançou "Are You Feeling Sad?" e "Hold On", colaborações com Uchis. Em 24 de abril, Uchis lançou To Feel Alive, EP gravado durante o período de isolamento social resultante da pandemia de COVID-19. A cantora lançou "Aquí Yo Mando", que conta com a participação de Rico Nasty e Cazzu, em 5 de agosto, seguida de "La Luz (Fín)", com Jhay Cortez, em 1 de outubro. Ambos singles servem de divulgação do segundo álbum de estúdio de Uchis, Sin Miedo (del Amor y Otros Demonios), lançado em 18 de novembro de 2020 e predominantemente cantado em espanhol.
Em fevereiro de 2021, a canção "telepatía", presente no álbum, se tornou popular no aplicativo de vídeos TikTok, fazendo a música ficar oito semanas no topo da parada da Billboard Hot Latin Songs, e passar 24 semanas na Billboard Hot 100. Posteriormente, "telepatía" debutou na posição 3 do Spotify nos Estados Unidos e na posição 54 na Billboard Hot 100.

## Características musicais
"Seu estilo é como uma viagem psicodélica coberta de doces, polvilhada de acessórios forrados de pele, carros retrô, luzes de neon e óculos de milk-shake que transbordam de apelo sexual. Na superfície, o clima é espumante e doce, mas quando você atravessa a casca açucarada, há tons de desgosto e agitação".

— Angela Wisniewski sobre os estilos musical e visual de Uchis.
Uchis nomeia a música da década de 1960 como sua maior influência "musicalmente e esteticamente", incluindo soul, R&B, doo-wop e jazz. Neste último, se inspirou em Ella Fitzgerald e Billie Holiday. Outros artistas que ela cita como influências em seu som são Curtis Mayfield, Loose Ends, Ralfi Pagan e Irma Thomas. Seu caráter vocal foi construído através de produções antigas em que "muitas vezes as pessoas usavam a voz como um instrumento por baixo". Em 2015, ela dirigiu e co-dirigiu videoclipes para as faixas "Know What I Want", "Loner" e "Ridin' Around", ajudando a criar sua personalidade visual própria.

## Vida pessoal
Após ser acusada de queerbaiting com o lançamento de seu EP "To Feel Alive" de 2020, a cantora se revelou como abertamente bissexual.
Quando questionada sobre seu nome artístico no programa de rádio Big Boys, Uchis respondeu: "Meu verdadeiro nome é Karly Marina Loaiza, e as pessoas só me chamavam por 'Karluchis'. [...] Eles criavam, tipo, pequenos apelidos para Karly, basicamente. Então 'Karluchis' era o apelido que usavam para mim, então quando mais nova eu tirei o R e assim nasceu Kali Uchis".
Uchis está em um relacionamento com o cantor e rapper Don Toliver desde 2020, com quem gestou seu primeiro filho. A cantora anunciou a gravidez através do clipe de seu single "Tu Corazón Es Mío" e deu à luz em março de 2024.

## Filantropia
Em 2018, Uchis começou a vender roupas através do aplicativo de compras sociais Depop e a doar os recursos para as comunidades em torno de sua cidade natal. Em uma publicação no Instagram, ela legendou "em minha cidade natal, pude contribuir com remédios, mantimentos, material escolar, sapatos novos, eletrodomésticos e até mesmo fazer modificações nas casas de algumas famílias que sofrem de deficiências, doenças e outras que nada tiveram depois de fugir da guerra".

## Discografia
- Isolation (2018)
- Sin Miedo (del Amor y Otros Demonios) (2020)
- Red Moon In Venus (2023)
- Orquídeas (2024)
- Sincerely (2025)

Como ato de abertura
- Leon Bridges – Coming Home Tour (2015)
- Lana Del Rey – LA to the Moon Tour (2018)

## Turnês
- In Your Dreams Tour (2018)

## Prêmios e indicações
| Prêmio | Ano                     | Categoria                             | Indicação                     | Resultado | Ref.                 |
| ------ | ----------------------- | ------------------------------------- | ----------------------------- | --------- | -------------------- |
| 2017   | Grammy Latino           | Gravação do Ano                       | "El Ratico" (com Juanes)      | Indicado  | [ 23 ] [ 24 ] [ 55 ] |
| 2017   | Grammy Awards           | Best R&B Performance                  | "Get You" (com Daniel Caesar) | Indicado  | [ 25 ] [ 56 ]        |
| 2018   | UK Music Video Awards   | Melhor vídeo urbano – Internacional   | "After the Storm"             | Indicado  | [ 57 ] [ 58 ] [ 59 ] |
| 2018   | UK Music Video Awards   | Melhor design de produção em um vídeo | "After the Storm"             | Indicado  | [ 57 ] [ 58 ] [ 59 ] |
| 2018   | Soul Train Music Awards | Artista revelação                     | Ela mesma                     | Indicado  | [ 60 ]               |
| 2021   | Grammy Awards           | Best Dance Recording                  | "10%" (com Kaytranada)        | Venceu    |                      |